# Pitcairnia aphelandriflora
Pitcairnia aphelandriflora là một loài thực vật có hoa trong họ Bromeliaceae. Loài này được Lem. miêu tả khoa học đầu tiên năm 1869.